# Torquato Cecchini
Torquato Cecchini (fl. XX secolo) è stato un calciatore italiano, di ruolo centrocampista.

## Carriera
Con la Lucchese disputa 25 gare nei campionati di Prima Divisione 1921-1922 e Prima Divisione 1922-1923. Milita nella Lucchese fino al 1924.